# Șiacu
Șiacu – wieś w Rumunii, w okręgu Gorj, w gminie Slivilești. W 2011 roku liczyła 344 mieszkańców.